# Plaza Mayor (Madrid)
A Plaza Mayor Madrid főtere. Egykor bikaviadaloknak, bajvívásoknak, kivégzéseknek és színházi előadásoknak adott helyet, manapság kávéházi teraszok üdítik a hely képét.

## Fekvése
Az óváros (Madrid de los Austrias, azaz Habsburg Madrid) központja. Főbb megközelítési útjai a Calle Mayor és a Calle de Toledo.

## Története

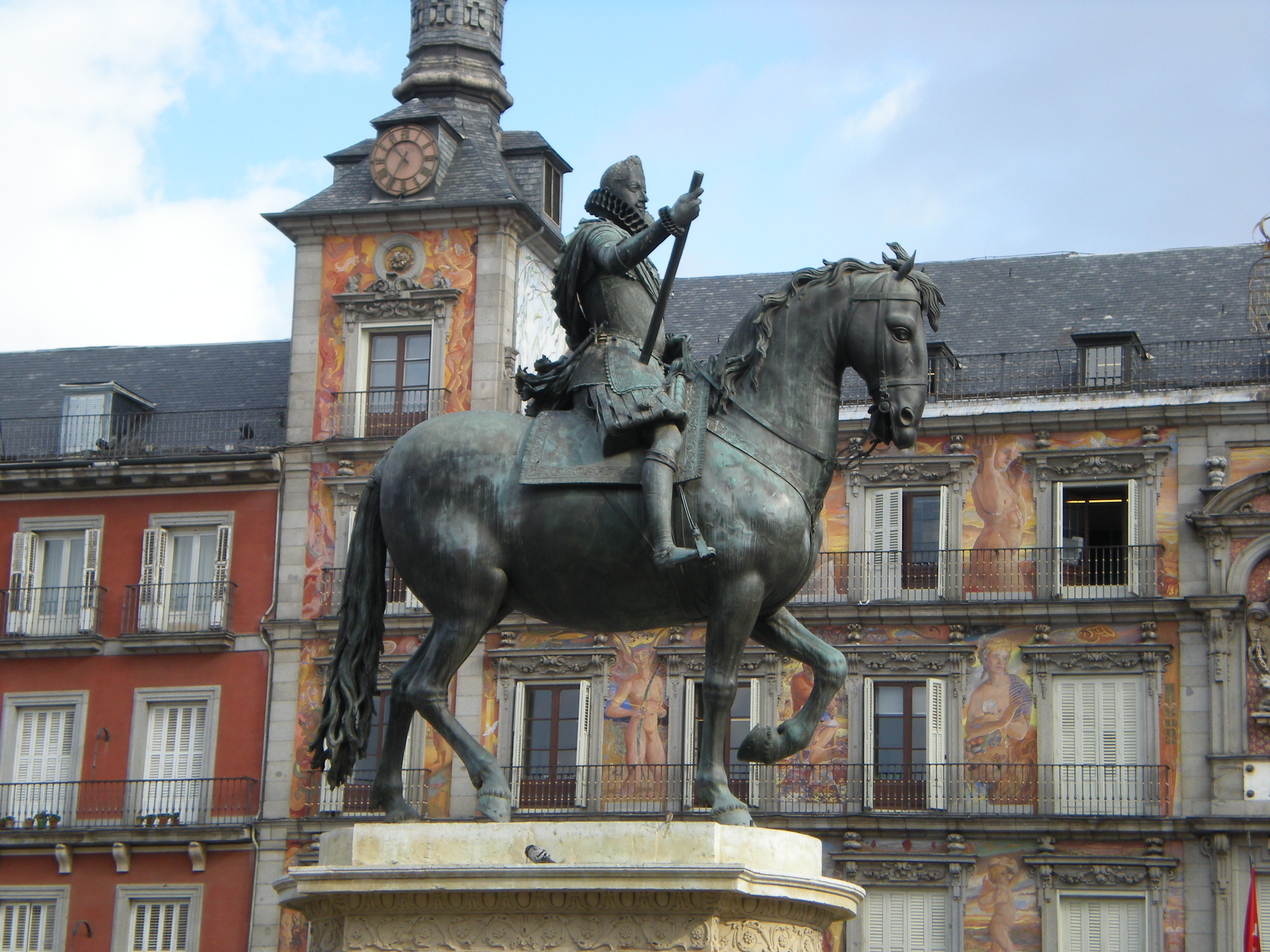
III. Fülöp spanyol király lovasszobra

Építése 1617-ben kezdődött el, a tervező a Habsburg-korszak egyik jelentős építésze, Juan Gómez de Mora volt.

## Látnivalói
A zárt teret kilenc kapun át lehet megközelíteni.  Rögtön szembetűnnek az északi oldalon álló Casa de la Panaderíát díszítő freskók, valamint a középen álló lovasszobor, amely III. Fülöpöt ábrázolja.